# Депортіво Петаре
«Депорті́во Пета́ре» (ісп. «Deportivo Petare Fútbol Club») — венесуельський футбольний клуб з Каракаса. Заснований 18 серпня 1948 року як «Депортіво Італія».

## Досягнення
- Чемпіон (5): 1961, 1963, 1966, 1972, 1999 (як Депортіво Італьчакао)
- Володар кубка Венесуели (3): 1961, 1962, 1970